# Камионковски, Марк
Марк Камионковски (Marc Kamionkowski; род. 27 июля 1965, Кливленд, Огайо) — американский физик-теоретик, специалист по астрофизике, космологии и физике элементарных частиц.
Доктор философии (1991), профессор Университета Джонса Хопкинса (с 2011 года), прежде профессор Калтеха. Член Национальной АН США (2019).

## Биография
Окончил Университет Вашингтона в Сент-Луисе (бакалавр физики summa cum laude, 1987). В 1991 году получил степень доктора философии по физике в Чикагском университете. После трёх лет постдокторских исследований в Институте перспективных исследований, в 1994 году поступил ассистент-профессором в Колумбийский университет, в 1998—1999 гг. его ассоциированный профессор. С 1999 года профессор, в 2006—2011 гг. именной профессор (Robinson Professor) теоретической физики и астрофизики Калтеха, и в 2006—2011 гг. директор-основатель его Moore Center for Theoretical Cosmology and Physics. С 2011 года профессор Университета Джонса Хопкинса, с 2016 года именной профессор (William R. Kenan, Jr. Professor).
Член и попечитель Aspen Center for Physics.
Шеф-редактор Physics Reports, являлся редактором Journal of High Energy Physics и Journal of Cosmology and Astroparticle Physics.
Фелло Американского физического общества (2008), Американской академии искусств и наук (2013), Международного общества общей теории относительности и гравитации (2016), Американской ассоциации содействия развитию науки (2017).
Среди его соавторов Дэвид Сперджел и Джозеф Силк.
Подготовил более 20 постдоков.
Внёс видный вклад в область физики темной материи.

## Награды и отличия
- Стипендия Слоуна (1996)
- DoE Outstanding Junior Investigator Award (1998)
- Премия Хелены Уорнер Американского астрономического общества (1998)
- Премия Эрнеста Лоуренса (2006)
- Приглашённый профессор имени Миллера Калифорнийского университета (2010)
- Simons Foundation[англ.] Investigator (2014)[14]
- Премия Дэнни Хайнемана в области астрофизики (2015, совместно с Дэвидом Сперджелом)[15][16]
- Discovery Award Университета Джонса Хопкинса (2018)[17]
- Премия Грубера по космологии (2021)